# Родниковский (Карачаево-Черкесия)
Родниковский — хутор в Прикубанском районе Карачаево-Черкесской республики. Входит в состав Майского сельского поселения.

## География
Расположен на реке Куршавка, в 52 км к северо-востоку от центра района посёлка Кавказский.

## История
Хутор основан в 1924 г. По данным на 1927 г. состоял из 33 дворов. В административном отношении входил в состав Воровсколесского сельсовета Суворовского района Терского округа. После 1940-х годов к населённому пункту был присоединен хутор Сычев (основан в 1921 г), в 1926 г. относился Бекешевскому сельсовету.

## Население
| 1927 | 1959 | 1970 | 1979 | 1989 | 2002 | 2010 |
| ---- | ---- | ---- | ---- | ---- | ---- | ---- |
| 189  | ↗256 | ↗410 | ↘253 | ↗267 | ↗415 | ↘291 |
| 2021 |      |      |      |      |      |      |
| ↘257 |      |      |      |      |      |      |

По данным переписи 1926 года на хуторе Родниковском проживало 189 человек (89 мужчин и 100 женщин), на хуторе Сычев — 286 человек (146 мужчин и 140 женщин); преобладающая национальность — малороссы.